# Deifikacija
Deifikacija ili apoteoza (latinski: dĕĭfĭco, „učiniti bogom” ili grčki: ἀποθέωσις, ăpŏthĕōsis, „pretvaranje u boga”) izraz je kojim se označava uzdizanje čovjeka među bogove, odnosno čin kojim se osobe ili prirodne pojave štuju kao božanska bića. U mitologijama drevnih naroda, npr. Asiraca, Egipćana, Perzijaca, Grka i Rimljana, često je prisutna apoteoza mitskih osnivača gradova i zemalja, koji se, u okviru kulta junaka smatraju besmrtnim, prinose im se žrtve i ukazuju druge božanske počasti. Među najpoznatijim primjerima u antici su Heraklo i Romul.

## Vanjske poveznice

### Sestrinski projekti
|  | Zajednički poslužitelj ima još gradiva o temi Deifikacija |

### Mrežni izvori
- deifikacija Hrvatska enciklopedija
- deifikacija Hrvatski jezični portal